# AYUMI
AYUMI（あゆみ、1974年9月6日 - ）は、日本の女性ファッションモデルである。所属事務所はテンカラット。元『non-no』専属モデル。

## 略歴
2002年に結婚し、2006年に男児、2009年に女児を出産した。以降はファッション誌だけでなく、主婦向け雑誌や育児雑誌にも活動の場を広げており、ナチュラルで丁寧な暮らしぶりが注目を集め、人気を博している。

## 書籍
- AYUMIのSmile Life（2010年、扶桑社）[1]
- AYUMIのファミリーキャンプブック（2013年、アスペクト）
- AYUMIのアウトドアクッキング（2015年、講談社）
- さいしょは、フルーツ（2016年、主婦と生活社）
- ローフード・発酵・雑穀でつくるＡＹＵＭＩごはん（2017年、主婦と生活社）

## 出演

### 雑誌
- LEE（集英社）
- ESSE（扶桑社）
- リンネル（宝島社）
- GLOW（宝島社）
- 大人のおしゃれ手帖（宝島社）
- ランドネ（ピークス）
- 天然生活（扶桑社）
- FYTTE（学研プラス）
- mamagirl（エムオン・エンタテインメント）
- HugMug（世界文化社）
- クーヨン（クレヨンハウス）
- SAKURA（小学館）
- BE-PAL（小学館）
- Veggy（キラジェンヌ）
- CHANTO（主婦と生活社）
- ecomom（日経BP社）
- ことりっぷmagazine（昭文社）
- BAILA（集英社）
- MORE（集英社）
- non-no（集英社）

### カタログ
- ano:ne（フェリシモ）
- DHC Style（DHC）
- Longwalk（ライトアップショッピングクラブ）
- 大人のための日常着（スクロール）
- マンスリークラブ（千趣会）
- ひあゆう（セシール）

### 広告
- NTTドコモ P901i（パナソニック モバイルコミュニケーションズ）
- JCB オリジナルシリーズ「かけがえのない毎日」篇
- 日産「DAYZ ROOX」TV-CM
- iRobot「ルンバ」
- エミネット「天使のララ」
- マースジャパン「Nutro」TV-CM
- サザビーリーグ「Afternoon Tea LIVING」べランピング30アイテム監修
- シロク「N organic」5周年記念＃わたしのオーガニック